# اعلاالدوله
اعلادوله (سروستان)، روستایی از توابع شهرستان سروستان در استان فارس ایران است. این روستا در ۵۰ کیلومتری شیراز و در شمال دریاچه مهارلو قرار دارد .این روستا یکی از سرسبزترین روستاهای منطقه سروستان است
مهمترین شغل مردم این روستا کشاورزی و دامپروری است.

## جمعیت
این روستا در بخش کوهنجان قرار دارد و براساس سرشماری مرکز آمار ایران در سال ۱۳۸۵، جمعیت آن ۴۵۰نفر (۷۰خانوار) بوده‌است.